# Diego Simonet
Diego Esteban Simonet, född 26 december 1989 i Buenos Aires, är en argentinsk handbollsspelare. Han är högerhänt och spelar i anfall som mittnia. Sedan 2013 spelar han för franska Montpellier HB.

## Klubblagskarriär
Diego Simonet är son till Luis Simonet och Alicia Formen, som båda  varit argentinska landslagsspelare i handboll.  Han började sin handbollskarriär i Sociedad Alemana de Villa Ballester. 2008 flyttade han till Sao Caetano HC i Brasilien.  Från 2009 till 2011 hade han kontrakt med den spanska handbollsklubben CB Torrevieja. Simonet  började spela i Frankrike 2011 tillsammans med sin bror Sebastián Simonet US Ivry HB. Den 1 juli 2013 flyttade han till Montpellier HB i den franska ligan. Med klubben vann han ligacupen 2014 och 2016, franska cupen 2016 och nådde finalen i EHF European Cup 2013–14 i Berlin, som hans klubb förlorade mot Pick Szeged. 2018 nådde han sin största merit genom att vinna Champions League med Montpellier. 2023 förlängde han sitt kontrakt med klubben till 2026.

## Landslagskarriär
Simonet har spelat för det argentinska handbollslandslaget sedan 2010. Diego Simonet deltog med Argentinas landslag vid VM 2011 i Sverige och vid OS 2012 i Storbritannien. 2012 och 2014 vann han Pan American Championship med Argentina. I VM 2013 spelade han tillsammans med sina bröder Sebastián och Pablo Simonet.  Han vann också guldmedalj vid de 16:e panamerikanska spelen i Guadalajara och silvermedalj vid de 17:e panamerikanska spelen i Toronto.  Med Argentina deltog han i OS i Tokyo tillsammans med sina bröder.  Vid VM 2023 var han Argentinas bästa målskytt med 28 mål på sex matcher. Argentina slutade på 19:e plats efter huvudomgången.  Samma år vann han åter en guldmedalj med Argentina vid Panamerikanska spelen. 